# Affare Agusta

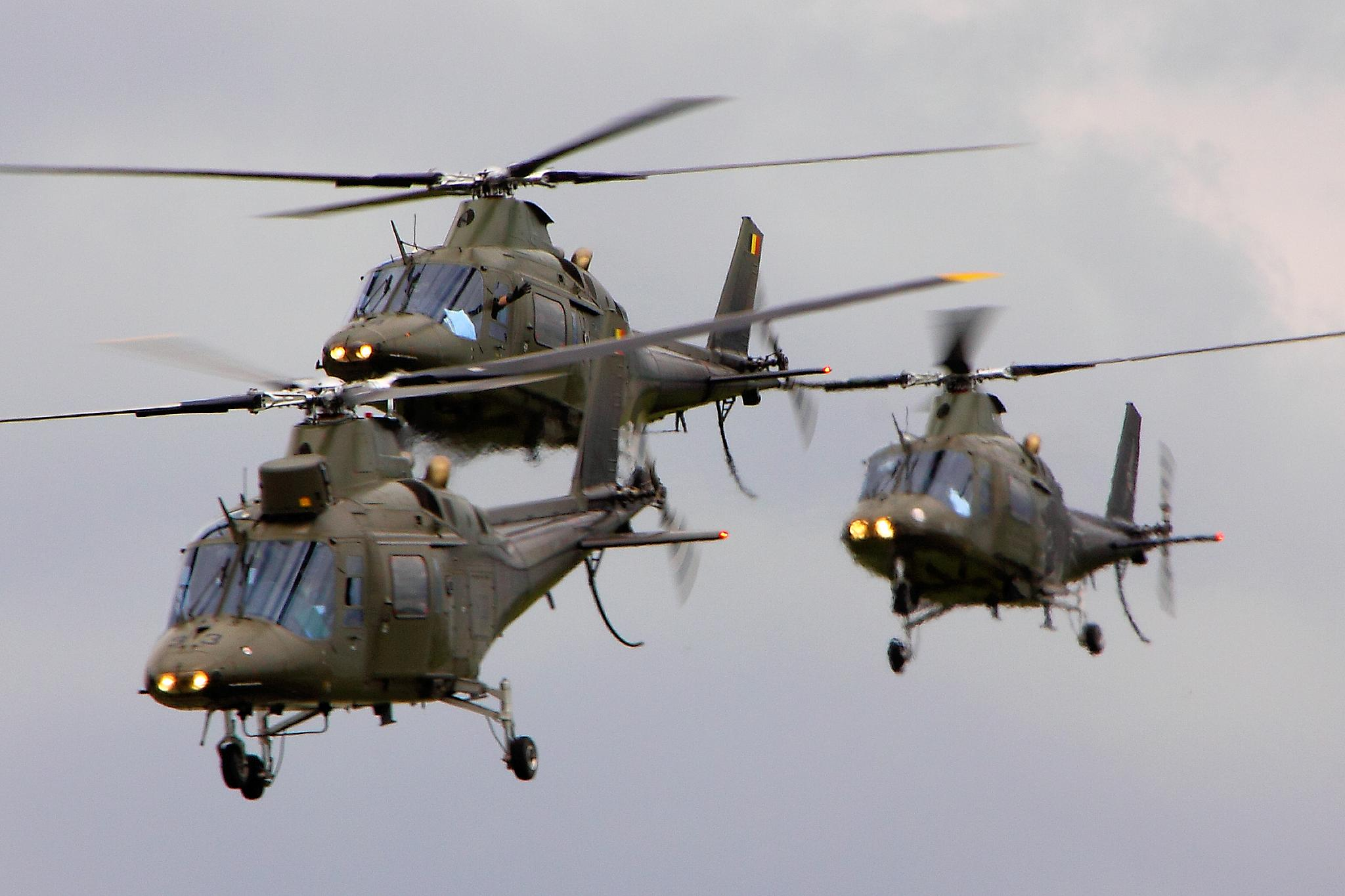
L'elicottero Agusta A109

L'Affare Agusta o affare Agusta-Dassault è stato uno scandalo di corruzione in relazione agli elicotteri da combattimento acquistati da parte dell'Esercito belga, dal produttore italiano Agusta nel 1988. L'affare è venuto alla luce attraverso una ricerca della sede belga Agusta e dei suoi lobbisti Georges Cywie. Lo scandalo ha portato alle dimissioni di diversi importanti politici.
Nel gennaio 1994, il Senato belga ha votato per una parziale riduzione dell'immunità parlamentare dei due ministri regionali Guy Spitaels (PS) e Guy Mathot (PS) a seguito di una relazione del giudice istruttore Véronique Ancia.
Il ministro della difesa belga Guy Coëme (PS) ha dovuto dimettersi nel gennaio 1994. Fu seguito dal ministro degli Esteri Franck Vandenbroucke (SP) nel marzo dello stesso anno e il 20 ottobre 1995 il segretario generale della NATO Willy Claes.
La Corte di cassazione belga ha condannato Willy Claes a tre anni di libertà vigilata il 23 dicembre 1998 e gli ha vietato di ricoprire cariche pubbliche per cinque anni. Guy Coëme e Guy Spitaels sono stati condannati a due anni di libertà vigilata e non possono coprire incarichi per cinque anni. L'industriale francese Serge Dassault fu condannato a due anni di libertà vigilata. Solo Guy Mathot è stato assolto dalle accuse.
In totale, Agusta e Dassault hanno pagato oltre 160 milioni di franchi belgi (circa 4 milioni di euro) in tangenti al Parti Socialiste e al  Sozialistische Partij. Il Parti Socialiste dovette rimborsare 49 milioni di franchi e il Sozialistiche Partij 111 milioni di franchi.

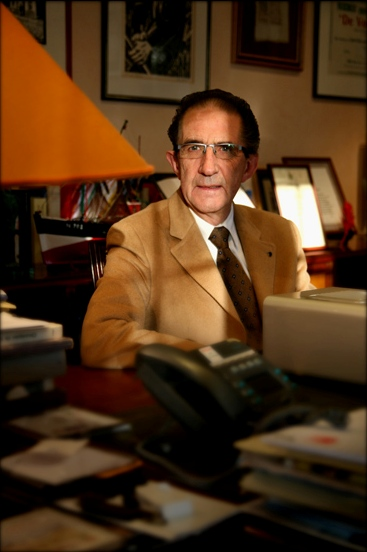
Willy Claes, è stato costretto a dimettersi dalla carica di Segretario generale della NATO per lo scandalo

| Nome                   | Funzione                            | Partito | Reato (Caso Agusta)                            | Reato (Caso Dassault)                          | Pena                       | Bene (Franchi belgi) |
| ---------------------- | ----------------------------------- | ------- | ---------------------------------------------- | ---------------------------------------------- | -------------------------- | -------------------- |
| Andre Bastien          | Chief of Staff presso Coëme         | PS      | –                                              | Corruzione passiva Falsificazione di documenti | 6 mesi in libertà vigilata | 6,000                |
| Willy Claes            | Ministro dell'economia              | SP      | Corruzione passiva                             | Corruzione passiva                             | 3 anni in libertà vigilata | 60,000               |
| Guy Coëme              | Ministro della difesa               | PS      | –                                              | Corruzione passiva Falsificazione di documenti | 2 anni in libertà vigilata | 60,000               |
| Serge Dassault         | Direttore di Dassault Group         | –       | –                                              | Corruzione attiva                              | 2 anni di libertà vigilata | 60,000               |
| Johan Delanghe         | Chief of Staff presso Claes         | SP      | Corruzione passiva                             | Corruzione passiva Falsificazione di documenti | 18 mesi                    | 60,000               |
| Auguste Merry Hermanus | Chief of Staff                      | PS      | –                                              | Corruzione passiva                             | 1 anno di libertà vigilata | 30,000               |
| Etienne Mangé          | Tesoriere del Socialistische Partij | SP      | –                                              | –                                              | 1 anno in libertà vigilata | 30,000               |
| Jean-Louis Mazy        | Chief of Staff presso Coëme         | PS      | –                                              | Corruzione passiva Falsificazione di documenti | 6 mesi in libertà vigilata | 6,000                |
| Alfons Puelinckx       | Avvocato                            | –       | Corruzione passiva Falsificazione di documenti | Corruzione passiva                             | 2 anni di reclusione       | 60,000               |
| Francois Pirot         | Vicesegretario del Parti Socialiste | PS      | –                                              | Corruzione passiva                             | 3 mesi in libertà vigilata | 6,000                |
| Guy Spitaels           | Presidente del Parti Socialiste     | PS      | –                                              | Corruzione passiva                             | 2 anni in libertà vigilata | 60,000               |
| Luc Wallyn             | Segretario del Parti Socialiste     | PS      | Corruzione passiva Falsificazione di documenti | Corruzione passiva                             | 2 anni in libertà vigilata | 60,000               |

## Connessione con l'Affare Cools
Il 18 luglio 1991, il politico, André Cools, morì come parte di un omicidio. Sono state ipotizzate varie piste sulle motivazioni di questo assassinio, incluso l'affare Agusta. L'inchiesta giudiziaria non ha stabilito un legame tra i casi Agusta e Cools.